# 제시카 헥트

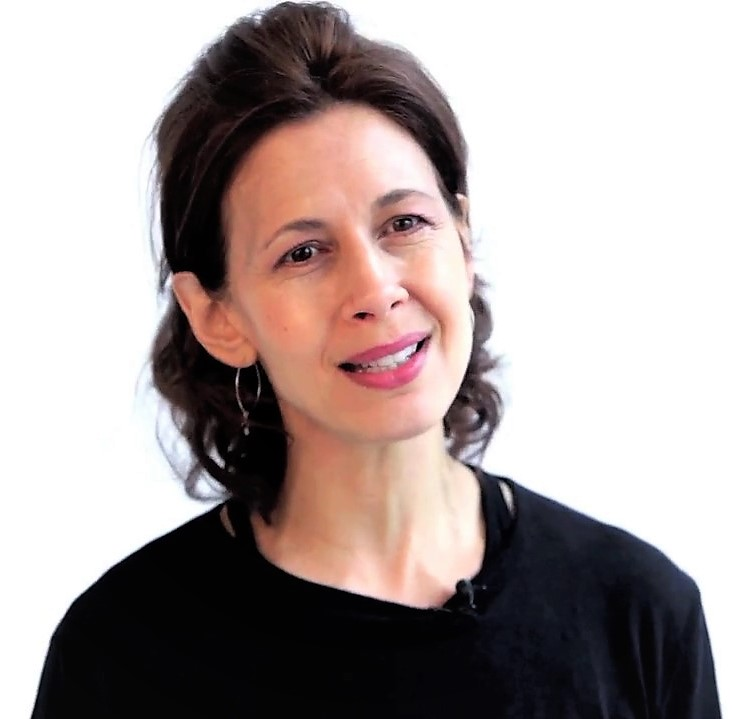

제시카 헥트(영어: Jessica Hecht, 1965년 6월 28일 ~ )는 미국의 배우, 가수이다.
프린스턴에서 태어났다.

## 출연 작품
- 선리트 나이트 (2019년)
- 바나나 스플릿 (2018년)
- 라이트 웬 유 겟 워크 (2018년)
- 월터 교수의 마지막 강의 (2016년) - 질 역
- 노던 보더스 (2013년)
- 매직 오브 벨 아일 (2012년)
- 디 암 (2011년) - 비어무시 역
- 더 시터 (2011년) - 샌디 역
- 제이. 에드가 (2011년) - 엠마 골드먼 역
- 마이 소울 투 테이크 (2010년) - 메이 역
- 페어 게임 (2010년) - 수 역
- 위닝 시즌 (2009년)
- 왓에버 웍스 (2009년)
- Reunion (2009)
- 스타팅 아웃 인 더 이브닝 (2007년)
- 댄 인 러브 (2007년) - 에이미 역
- 스테이 (2005년)
- 세이빙 페이스 (2004년)
- 사이드웨이 (2004년) - 빅토리아 역
- 포가튼 (2004년) - 엘리어트 역
- 그레이 존 (2001년)
- 세븐 걸프렌드 (1999년)
- 하비 (1996년)
- 크리스마스 트리 (1996년)
- 키킹 앤 스크리밍 (1995년)
- 하이디의 꿈 (1995년)

### 텔레비전
- 사인펠드 (1994)
- 파티 오브 파이브 (1994)
- 프렌즈 (1994-2000) - 수전 번치 역
- 성범죄수사대: SVU (1999, 2012)
- 뉴욕 특수수사대 (2003)
- ER (2005)
- 원:아워 (2008)
- 브레이킹 배드 (2008-13) - 그레천 슈워츠 역
- 로앤오더 (2009)
- 굿 와이프 (2010)
- 고스트 & 크라임 (2010)
- CSI: 과학수사대 (2010)
- 간호사 재키 (2011)
- 엘리멘트리 (2013)
- 퍼슨 오브 인터레스트 (2013-15)
- 리미트리스 (2015)
- 제시카 존스 (2015)
- 블라인드스팟 (2017)
- 콴티코 (2018)
- 라우디스트 보이스 (2019)
- 디 어페어 (2019)
- 석세션 (2019)
- 더 보이즈 (2020)
- 더 시너 (2020-21)
- 영거 (2021)